# Hiroshima Will Burn
Hiroshima Will Burn war eine australische Technical-Death-Metal-/Deathcore-Band aus Melbourne, die von 2005 bis 2009 aktiv war.

## Geschichte
Hiroshima Will Burn wurde im Jahr 2005 in der australischen Metropole Melbourne gegründet. Im Folgejahr erschien ein nach der Gruppe benanntes Demo mit vier Liedern, die in Eigenregie aufgenommen wurde.
Das Debütalbum To the Weight of All Things erschien im Jahr 2009 und wurde in Australien über Skull and Bones Records veröffentlicht, während dieses international über das tschechische Label Lacerated Enemy Records veröffentlicht wurde. Das Mastering wurde von Alan Douches, welcher bereits mit The Dillinger Escape Plan und Nile arbeitete, übernommen, während das Albumcover von Killustrations (u. a. Aborted, Kataklysm) designed wurde.
Nachdem Sänger Anthony Melbourne die Gruppe im August des Jahres 2009 verlassen hatte, trennte sich die Band kurze Zeit später aufgrund persönlicher Differenzen.
Tyrone Burke stieg nach der Auflösung von Hiroshima Will Burn bei der australischen Band Confession ein, wurde aber wenige Monate später gefeuert.

## Stil
Die Gruppe spielte eine vertrackte Variante des Technical Death Metal mit Einflüssen des Deathcore, vergleichbar mit Gruppen wie Origin und Braindrill. Teilweise wurde die Musik der Gruppe sogar in den Bereich des Metal- bzw. Grindcore verortet. Dabei sind die Lieder der Gruppe mit „dumpfen, stampfenden Blastbeats, fetten Death-Metal-Gitarrenriffings, dem genretypischen Screams und Growls, sowie einem jazzig-latinoähnlichen“ Basslinien durchzogen. Auch wurden die Nutzung vieler Breakdowns und komplexe Liedstrukturen erkannt. Laut Thryce, der das Album für Metalstorm besprach, wurde die Band von Gruppen wie Job for a Cowboy und The Faceless musikalisch inspiriert.
Scott Alisoglu beschrieb die Musik in seiner Albumbesprechung für Teethofthedivine.com trotz musikalischer Ähnlichkeiten zu The Faceless und Born of Osiris nicht als einen Klon des Sumerian-artigen Technical Death Metal, sondern viel mehr als ein musikalischer Nachfahre von Gruppen wie Gorod oder Necrophagist. Die tiefen Growls in den knüppelnden Passagen hingegen erwecken Ähnlichkeiten zu The Red Chord.

## Diskografie
- 2006: Hiroshima Will Burn (Demo-CD, Eigenproduktion)
- 2009: To the Weight of All Things (Album, Skull and Bones Records, Lacerated Enemy Records)